# Pedro Grau Caselles
Pedro Javier Grau Caselles (Orihuela (Alicante), 8 de octubre de 1971) es un trompetista y director de orquesta español.

## Historia
Inicia sus estudios musicales como trompetista en la Escuela de la Unión Lírica Orcelitana, realizándolos de forma oficial en el Conservatorio “Manuel Massotti” de Murcia y finalizándolos en el Conservatorio “Oscar Esplá” de Alicante. Ha tenido entre sus maestros a grandes profesionales de la trompeta como Jaime Casas, José Ortí, Vicente Campos y Maurice Benterfa. 
Durante su formación, es miembro de la Banda Sinfónica y de la Orquesta del Conservatorio de Murcia, así como miembro fundador del quinteto de metales de la Unión Lírica Orcelitana y profesor de metal y subdirector de dicha banda. 
En el campo de la dirección ha estudiado con grandes Maestros como José Miguel Rodilla, Jan Cober, Igor Dronov, Manuel Hernández Silva y César Álvarez, entre otros. Obtuvo un de diploma licenciate “Con Distinción” en dirección de orquesta por el Associated Board of the Royal Schools of Music. 
Fue finalista del concurso Internacional de dirección “Alter Musici” en 2005, así como en la European Conductor´s Competition de 2005, celebrada en Groningen. Ha dirigido como titular a la Unión Musical de Benferri, La Agrupación Músico-Cultural “Las Musas” de Guadalupe y la Agrupación Musical de Beniaján, obteniendo numerosos premios de ámbito nacional y regional en certámenes y concursos. De manera ocasional, ha dirigido a la Unión Lírica Orcelitana, Orquesta Sinfónica de Murcia, Orquesta “Alter Musici”, Neederland Conservatoire Chamber Orchestra y Neederland Brass Ensemble. En 2011 realizó una Tesis de Maestría para la Universidad de Murcia sobre “Las Escuelas de música de las Bandas de Música de Murcia”, investigación inédita en la Región, con las máximas calificaciones. Es Máster en Investigación Musical por la Universidad de Murcia, así como Maestro en Educación Musical por la misma universidad.